# Je wilde alleen maar Prada
Je wilde alleen maar Prada is een lied van de Nederlandse zanger Frank van Etten. Het werd in 2023 als single uitgebracht.

## Achtergrond
Je wilde alleen maar Prada is geschreven en geproduceerd door Edwin van Hoevelaak en Frank van Etten. Het is een lied uit de genres nederpop en volkspop. In het lied zingt de artiest over een vrouw waar hij een relatie mee had. Zij had echter hoge verwachtingen in het aantal cadeaus wat zij van hem kreeg. Uiteindelijk heeft de liedverteller haar verlaten. De zanger vertelt vervolgens dat ze met een ander is en dat zij ook daar een gold digger is. 

## Hitnoteringen
De zanger had weinig succes met het lied in de Nederlandse hitlijsten. Er was geen notering in de Single Top 100 en ook de Top 40 werd niet bereikt. Bij laatstgenoemde was er wel de vijftiende positie in de Tipparade.